# Champotón
Champotón, est une ville mexicaine de l'État du Campeche, située dans l'ouest de la péninsule du Yucatán. 
Cette agglomération de 23 500 habitants en 2000 se trouve entre les villes plus importantes de Campeche au nord et Chetumal au sud. 
C'est le chef-lieu d'une municipalité du Campeche.

## Histoire
Champotón, autrefois dénommée Chakanputun ou Chanputun, fut une cité de l'empire maya, dont l'histoire remonte au moins au Xe siècle.
Elle fut conquise par les Espagnols au XVIe siècle : 
En 1517, les troupes espagnoles menées par Francisco Hernández de Córdoba atteignirent le village de Ah-Kim-Pech pour reconstituer leurs réserves d'eau. Après quatre jours de tempête, elles arrivèrent à Champotón où elles furent attaquées par les troupes mayas conduites par Moch Couoh. La victoire maya sur les Espagnols fut acquise, et depuis lors, le champ de bataille de Champotón fut appelé baie de la mauvaise bataille.

## Géographie
L'économie de Champotón repose aujourd'hui sur la pêche, l'exploitation forestière, le bois de charpente, l'extraction de la gomme, la culture de la noix de coco, de la canne à sucre, de l'avocat, du maïs et des haricots.

## Tourisme
À 50 kilomètres au sud de Champotón, par la route 261, se trouvent les grottes de Monte Bravo, aux formes rocheuses intéressantes.

## Situation géographique
Champotón est située à la jonction des routes n° 261 et 180, près de l'embouchure de la rivière Champoton sur le golfe du Mexique.